# 尼敦·般斯
尼敦·般斯（Nathan Burns，1988年5月7日—）是一名前澳洲職業足球員，司職中鋒。他之前曾在多支外國球會效力，當時多任輔鋒和翼鋒等位置，但並不如意。直至加盟鳳凰後，轉任中鋒即為球隊提供鳳凰一直缺乏的強勁攻擊力，他的入球率之高為球隊升上澳職榜首。在經歷一個如意的球季後，他不但代表國家隊勇奪亞洲盃冠軍，更獲得日職勁旅FC東京的青睞而加盟，在加盟不久便取得兩個聯賽入球。

## 榮譽

### 球會
AEK雅典
- 希臘足球盃冠軍：2010/11年

### 國際賽
澳洲隊
- 亞足聯亞洲盃冠軍：2015年

## 外部連結
- OzFootball profile （页面存档备份，存于）
- Profile at Guardian.co.uk
- Hat Trick against the Central Coast Mariners （页面存档备份，存于） on YouTube
- 尼敦·般斯在 kleague.com上的出场纪录（韓語）